# Улица Тимирязева (Минск)
Улица Тимирязева (бел. вуліца Ціміразева) — улица Минска, названная в честь Климента Аркадьевича Тимирязева.

## История
Названа в честь Климента Аркадьевича Тимирязева.

## Описание
Расположена в Центральном районе Минска.
Пересекает пр. Машерова.
Имеется также переулок Тимирязева.
Проектируемую часть 1-го транспортного кольца на участке (от улицы Тимирязева до улицы Московской) планируется назвать улицей Домашевской
До застройки города на запад расположением самой высокой точки города считалось между улицами Тимирязева и Харьковской (ныне, 283 м, в районе улицы Лещинского, за домом номер 8).

## Капитальные ремонты
Даты
- С 9 2009 года[4]

## Объекты
Здания
- 9 — обувная фабрика, колледж, два диско-клуба[5]
- 65 — комплекс административных зданий с многоярусным гаражом[6]
- Комплекс гостиницы с административным центром торгового дома «Ждановичи» (на мелиорированной площадке)[7]
- Административно-торговое здание[8]
- 105, 107, 109 — ОАО «АСБ Беларусбанк»[9]
- 114 ТД «Ждановичи»[10]

## Экология
В 2009 году в районе улицы Тимирязева воздух был наиболее загрязнен (по городу).